# Johann Adam Bernhard
Johann Adam Bernhard (* 23. März 1688 in Hanau; † 12. Juni 1771 ebenda) war ein Hanauer Historiker und Archivar.

## Leben
Johann Adam Bernhard war das jüngste von elf Kindern des aus Bernburg stammenden Martin Bernhard und von Anna Clara, Tochter eines lutherischen Kirchenältesten, der aus Gelnhausen in die Hanauer Altstadt übergesiedelt war. Er besuchte in Hanau die lutherische Schule (später: Oberrealschule) und die Hohe Landesschule, studierte an den Universitäten Gießen und Jena und kam nach einer Bildungsreise durch Sachsen, Brandenburg und Thüringen 1712 wieder nach Hanau. Hier sollte er nach dem Willen der Mutter Pfarrer werden. Zwar hielt er auch einige Predigten, konnte sich aber mit dem Beruf nicht anfreunden und wurde auf Fürsprache des Konsistoriums Rektor der lutherischen Schule. Diesen Beruf übte er 18 Jahre aus.
Anfang Mai 1736 wurde er von Landgraf Wilhelm VIII., der nach dem Tod des letzten Hanauer Grafen, Johann Reinhard III., im gleichen Jahr die Grafschaft Hanau-Münzenberg geerbt hatte, mit der Leitung und Aufarbeitung des Archivs der Herren und Grafen von Hanau für den neuen Landesherren betraut. Er erhielt den Titel Hessen-Hanauischer Historiographus und Archivarius. Die Besetzung dieser Stelle mit Bernhard war ein Glücksfall, da dieser nicht nur der lokalen Geschichte großes Interesse entgegenbrachte. Er erwies sich als akribischer und unermüdlicher Workaholic. Schon neben seinem Rektorat hatte er zahlreiche Abhandlungen zur Hanauer Geschichte verfasst, die nur zum Teil veröffentlicht, zum Teil als Handschriften erhalten sind.

## Werk
1731 veröffentlichte er eines seiner bedeutendsten Werke, die Antiquitates Wetteraviae („Altertümer der Wetterau“).
Die wissenschaftliche Leistung Bernhards besteht darin, viele Geschichten von Chronisten und Hofberichterstattern anhand der archivalischen Quellen berichtigt und damit zum ersten Mal wissenschaftlich fundiert die Geschichte der Grafschaft Hanau aufgearbeitet zu haben. Durch seine genaue Kenntnis des gräflichen Archivs orientierte er sich streng an historisch Belegbarem. Damit bereitete er den Boden für die regionale Landesgeschichte.
Bernhards Aufzeichnungen sind heute noch eine wichtige Grundlage zur Erforschung der Geschichte der Grafschaft Hanau. Ein Teil davon, etwa das sogenannte Dienerbuch, befindet sich im Eigentum des Hanauer Geschichtsvereins und kann über das Stadtarchiv Hanau eingesehen werden. Ein weiterer Teil seines Nachlasses gelangte an das Hessische Staatsarchiv Marburg.

## Schriften
- „Schul-Moral, oder Schrifft- und Vernunfft-mäßige Lehr-Sätze, Von denen Pflichten derer Schüler gegen Gott, sich selber, und ihre Neben-Menschen“ (Frankfurt/Leipzig, 1725) - Digitalisat in der Digitalen Bibliothek Mecklenburg-Vorpommern
- Franc. Irenici Exegesis historiae Germaniae (1728)
- Antiquitates Wetteraviae (1731)[1]
- Sammlungen zur Geschichte von Hanau, besonders in den Jahren 1633-45 (aber auch einiges Andere) (o. J.), darin: Der armselige und betrübte Zustand der Stadt Hanau und der dazugehörigen übrigen Lande, 1635-1645[4]
- Hanauer Kirchengeschichte bis 1642. Handschriftliches Manuskript im Archiv des Hanauer Geschichtsvereins (1734)
- Drittes Repertorium oder vermehrtes und fortgeführtes Salbuch von Johann Adam Bernhard (1741)[5]
- Von Johann Adam Bernhard chronologisch angelegtes Repertorium des Hanauer Archivs (um 1750)[6]
- Dienerbuch (1757/58, im Archiv des Hanauer Geschichtsvereins)
- Mit Eintragungen von Johann Adam Bernhard versehene und bis 1802 fortgeführte Spezifikation der Lehensreverse und ihrer Lagerung, darin: Verzeichnis der im Hanauer Schloß gefundenen Lehnbriefe, 19. Jh.[7]